# Nachal Nokdim
Nachal Nokdim (hebrejsky נחל נוקדים) je vádí v jižním Izraeli, v centrální části Negevské pouště.
Začíná v nadmořské výšce přes 400 metrů na severních svazích hory Har Noked. Směřuje pak k severoseverozápadu kopcovitou pouštní krajinou. Míjí rozptýlené beduínské osídlení. Z východu pak míjí i beduínské město Segev Šalom. Stáčí se k západu, od jihu zleva sem ústí vádí Nachal Con a pak ústí nedaleko jižního okraje zastavěného území města Beerševa do vádí Nachal Beka.